# رادار حافظ ثلاثي الأبعاد
رادار حافظ: هو رادار باحث مرحلي ثلاثي الأبعاد إيراني الصنع متوسط المدى، يعمل بنظام المصفوفات المتراصة على مدار 24 ساعة دون توقف في كافة الأحوال الجوية. وهو مخصص لمنظومة مرصاد الإيرانية الصاروخية للدفاع الجوي، وقادر على كشف 100 هدف في آنٍ واحد وعلى مسافة 250 كيلومتر، حيث له القدرة على كشف المقاتلات وطائرات الشبح والطائرات التي تعمل بدون طيار وصواريخ كروز في إرتفاعات منخفضة ومتوسطة وتحديد مواقعها الدقيقة بثلاث أبعاد، المسافة وزاوية الاتجاه والإرتفاع ووضعها تحت تصرف رادار السيطرة على نيران منظومة السلاح. وقد تم تصميم وتصنيع رادار حافظ من قِبَل خبراء ومتخصصون في مؤسسة الصناعات الإلكترونية التابعة لوزارة الدفاع الإيرانية.

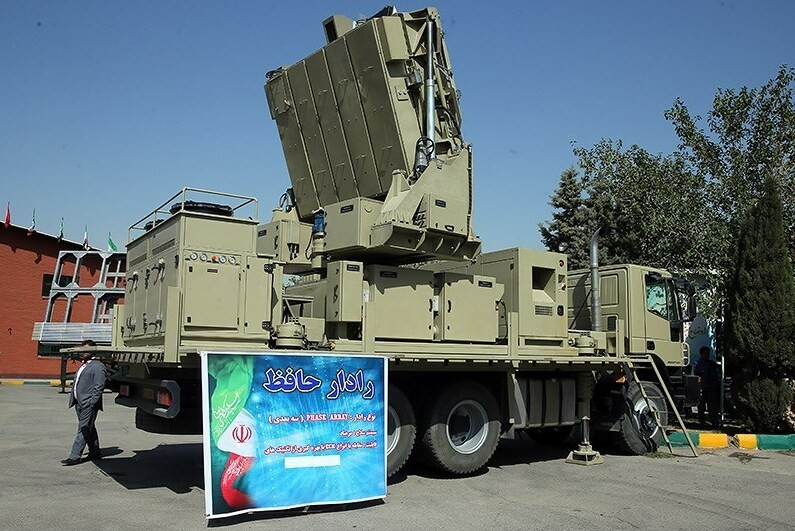
رادار حافظ ثلاثي الأبعاد في أحد المعارض في العاصمة الإيرانية طهران

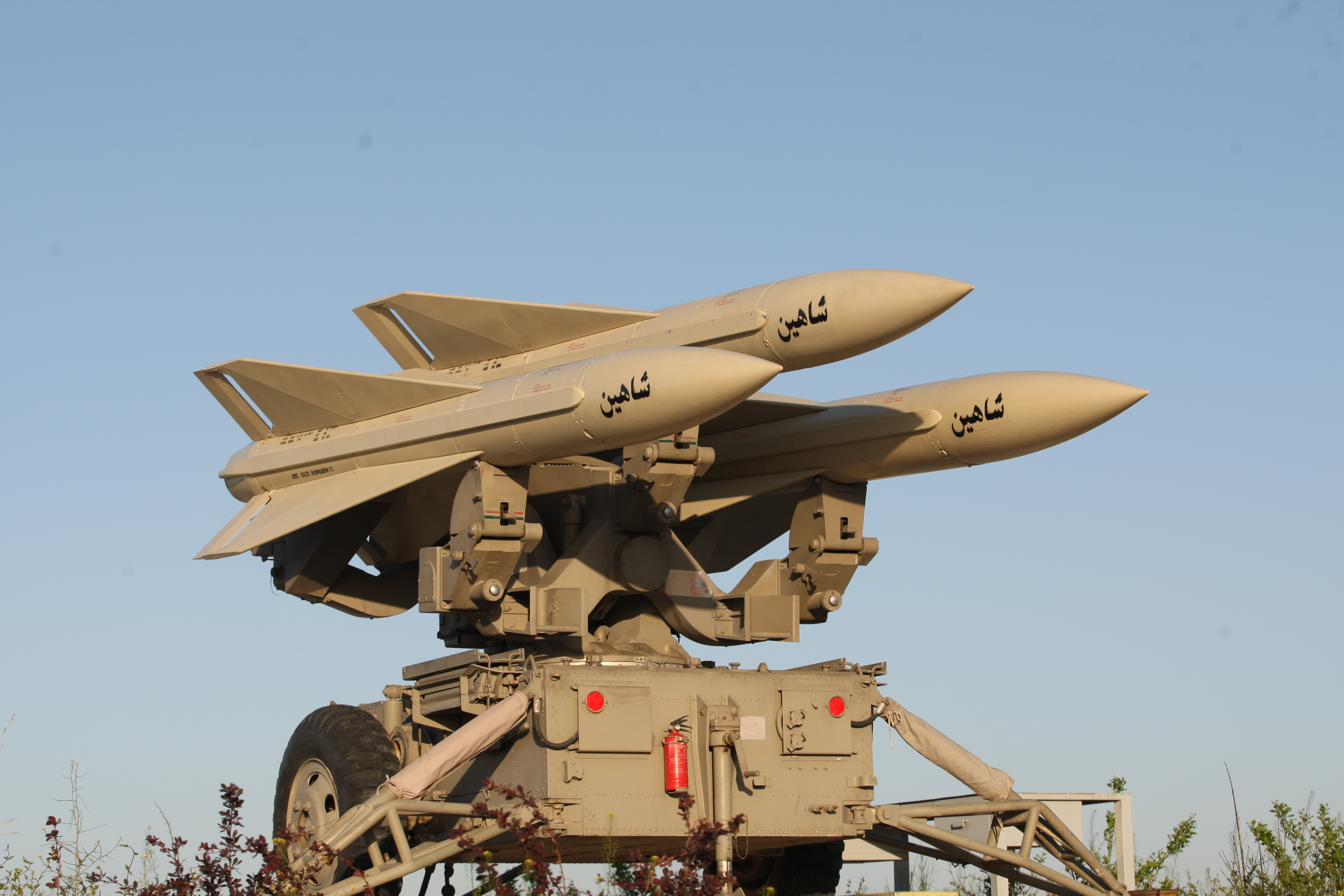
نظام الدفاع الجوي مرصاد، والذي يستخدم رادار حافظ الإيراني ثلاثي الأبعاد

## خصائص الرادار
يُعتبَر رادار حافظ واحداً من أحدث الرادارات التي قامت وزارة الدفاع الإيرانية بصنعها لتزويد مقر الدفاع الجوي (خاتم الأنبياء ص) به. ويعمل رادار حافظ ثلاثي الأبعاد بنظام المصفوفات المتراصة، ويمكن لهذا الرادار أيضاً الكشف عن مختلف أنواع الأجسام الطائرة المهاجمة ومنها المقاتلات والطائرات من دون طيار وصواريخ كروز في إرتفاعات منخفضة ومتوسطة وتحديد مواقعها الدقيقة بثلاث أبعاد، المسافة وزاوية الاتجاه والإرتفاع وينقلها إلى (نظام الدفاع الجوي الصاروخي مرصاد)، ليقوم هذا النظام برصد الأهداف بدقة أعلى مما في السابق واستهدافها بصواريخ شاهين وشلامجه إيرانية الصنع والتصميم. كما بإمكان رادار حافظ معالجة الأشعة في بُعدَين وهما الاتجاه والإرتفاع، بصورة إلكترونية وفي فترة قصيرة جداً والكشف عن 100 هدف في آنٍ واحد وعلى مسافة 250 كم، ونقل المعلومات إلى النظام الصاروخي خلال ثواني. بالإضافة إلى ذلك يقوم رادار حافظ بتحديث المعلومات والبيانات كل بضع ثواني، كما ويمكن تركيب هذا النظام الراداري وتشغيلة خلال دقائق فقط، ولا ينبعث منه أي موجات رادارية قد تؤدي إلى إكتشافه من قبل العدو، ويعمل بكفاءة عالية على مدار 24 ساعة دون توقف في كافة الأحوال الجوية، وهو مجهز بأنظمة حرب إلكترونية ومضادات للتشويش.

## إفتتاح خط الإنتاج
كشفت جمهورية إيران سنة 2014م النقاب عن إفتتاح خط إنتاج الرادار حافظ  الذي صممه وأنتجه خبراء ومتخصصون في مؤسسة الصناعات الإلكترونية التابعة لوزارة الدفاع الإيرانية، وذلك برعاية العميد أمير حاتمي النائب السابق لوزير الدفاع الإيراني. ونظراً للدقة العالية لهذا الرادار في التمييز من ناحية المسافة والزاوية والسرعة فبإمكانه مواجهة التهديدات الجماعية. ويعكف (قسم رادارات الكشف والتتبع) في وزارة الدفاع الإيرانية، على صنع منظومات رادارية مختلفة للدفاع الجوي في البلاد.

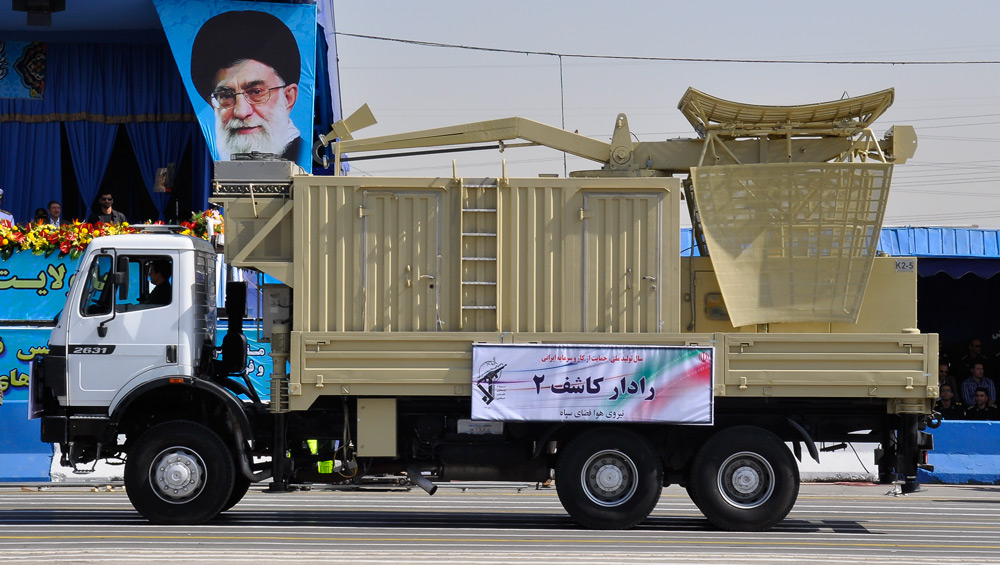
رادار كاشف 2، أحد نماذج منظومة كاشف الرادارية، التي سبقت رادار حافظ

## تصنيع رادار حافظ لنصبه على منظومة مرصاد الإيرانية للدفاع الجوي
في سنة 2014م تم إفتتاح خط إنتاج الرادار حافظ الباحث المرحلي، الذي صممه وأنتجه خبراء ومختصون في مؤسسة الصناعات الإلكترونية التابعة لوزارة الدفاع وإسناد القوات المسلحة الإيرانية، حيث أشار العميد أمير حاتمي نائب وزير الدفاع إلى أن هذا الرادار صُنِعَ لنصبه على منظومة «مرصاد» الصاروخية، والذي طور المدى الراداري للصواريخ 100 كلم أخرى. وقد تم برعاية نائب وزير الدفاع وإسناد القوات المسلحة العميد أمير حاتمي، تدشين الخطوط الإنتاجية لـ 3 منظومات رادارية مهمة تم تصميمها وتصنيعها من قبل خبراء الصناعات الإلكترونية بوزارة الدفاع، في شركة الصناعات الإلكترونية في شيراز. وقال العميد حاتمي في مراسم الإفتتاح ان الشركة ومن خلال إنتاجها منظومات رادارية مختلفة في مجال الكشف عن الأهداف الجوية، ورادارات منظومات سلاح الدفاع الجوي، تلعب دوراً بارزاً في الدفاع الجوي للبلاد. وتابع قائلاً: يُعتبَر الرادار حافظ واحداً من أحدث الرادارات التي قامت وزارة الدفاع بصناعتها لتزويد مقر خاتم الأنبياء ﷺ للدفاع الجوي، وهو رادار باحث مرحلي ثلاثي الأبعاد بمدى متوسط للإستخدام في منظومة الدفاع الجوي «مرصاد». ومضى العميد حاتمي إلى القول: يمكن لهذا الرادار الكشف عن مختلف أنواع الأجسام الطائرة المهاجمة ومنها المقاتلات والطائرات من دون طيار وصواريخ كروز في إرتفاعات منخفضة ومتوسطة وتحديد مواقعها الدقيقة في الأبعاد الثلاثة، المسافة وزاوية الاتجاه وزاوية الإرتفاع ووضعها تحت تصرف رادار السيطرة على نيران منظومة السلاح.

## ردود أفعال
إيران
أكد نائب وزير الدفاع الإيراني السابق العميد أمير حاتمي سنة 2015م، انه ونظراً للدقة العالية لهذا الرادار في التمييز بين الأهداف والفصل بينها من ناحية المسافة والزاوية والسرعة فبإمكانه مواجهة التهديدات الجماعية. وتابع بان هذا الرادار، هو رادار تكتيكي بالكامل ويعمل على مدار الساعة ويمكن نصبه وتفعيله لإنجاز العمليات خلال فترة قصيرة جداً، كما يحظى بتقنيات متطورة وحديثة في مواجهة الحرب الإلكترونية وقادر على أداء دور مؤثر في أجواء التشويش والحرب الإلكترونية وكذلك في الظروف المناخية المختلفة.

## معرض الصور

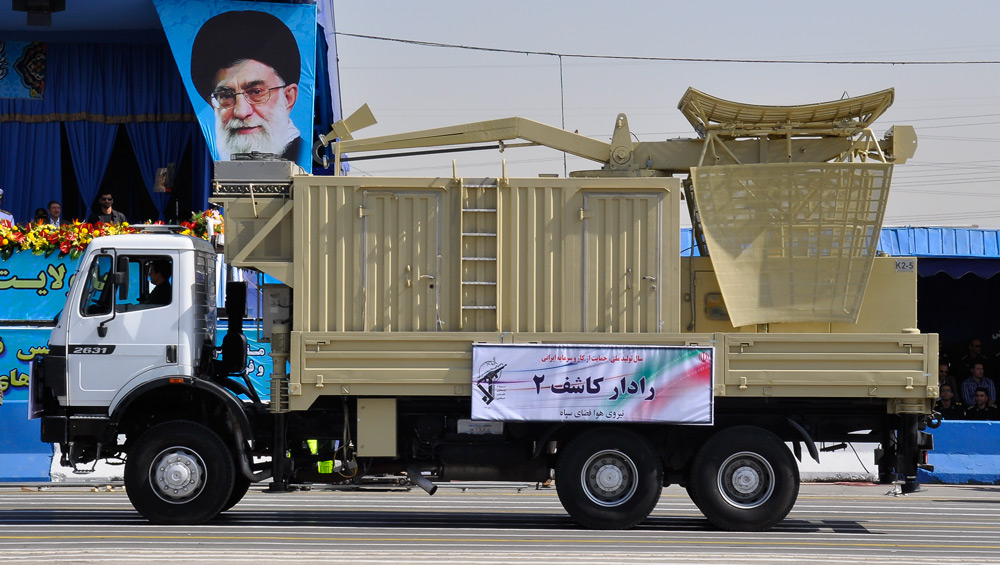
رادار كاشف 2، أحد نماذج منظومة كاشف الرادارية، التي سبقت رادار حافظ

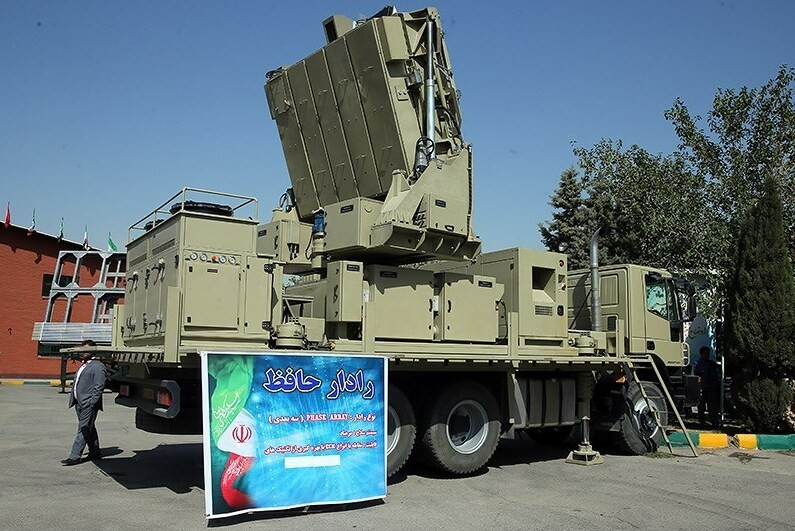
رادار حافظ ثلاثي الأبعاد في أحد المعارض في العاصمة الإيرانية طهران

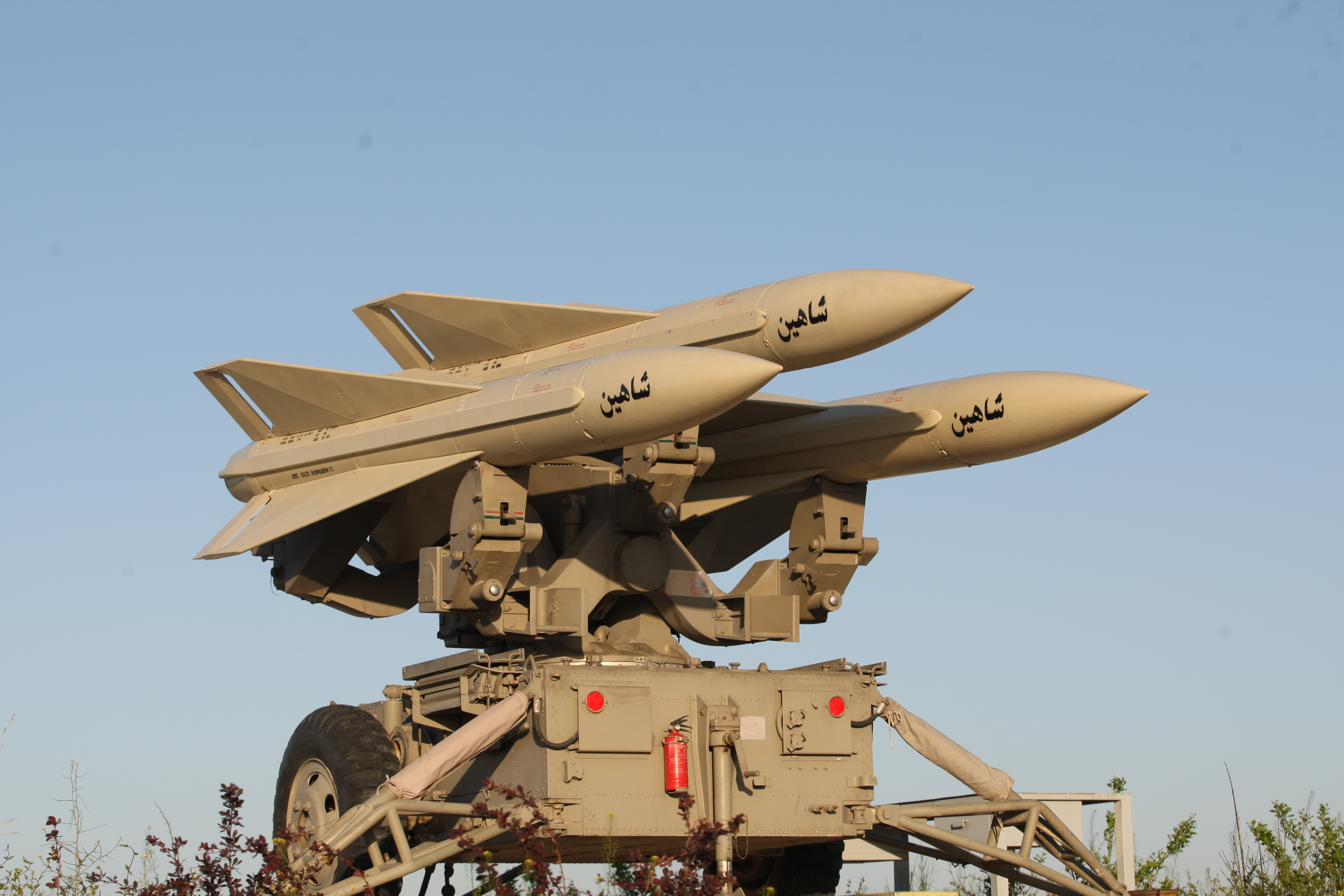
نظام الدفاع الجوي مرصاد، والذي يستخدم رادار حافظ الإيراني ثلاثي الأبعاد

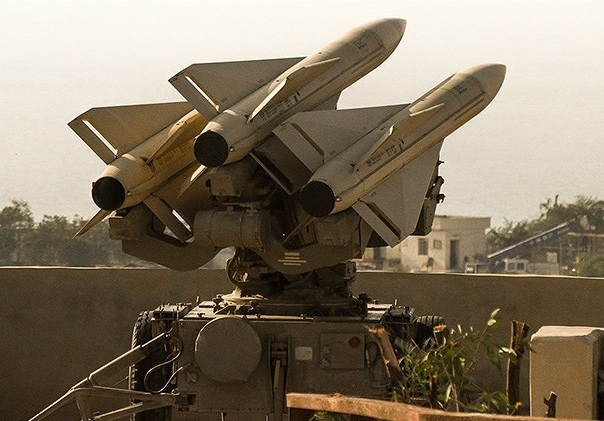
صواريخ شلمجه الجويه منصوبة على منظومة مرصاد الصاروخية للدفاع الجوي

## وصلات خارجية
- "أساسيات الرادار". مؤرشف من الأصل في 2023-04-04.
- "أرشيف من تاريخ الرادار". مؤرشف من الأصل في 2022-08-18.
- "كتب إلكترونية تعليمية عن الموجات الراديوية". مؤرشف من الأصل في 2013-09-27. اطلع عليه بتاريخ 2020-09-17.
- "تاريخ الرادار" (PDF). مؤرشف من الأصل في 2019-06-10. اطلع عليه بتاريخ 2020-09-17.{{استشهاد ويب}}:  صيانة الاستشهاد: BOT: original URL status unknown (link)
- "تعريف تقنية الرادار". مؤرشف من الأصل في 2008-06-21.
- "كتاب مبادئ الرادار، كتاب منهجي باللعة العربية". مؤرشف من الأصل في 2021-11-09.، تأليف د. مؤتمن ميرغني